# The Castaways
The Castaways – amerykańska grupa garażowa z Twin Cites w stanie Minnesota, twórcy hitu „Liar, Liar”.
Grupa The Castaways powstała w latach 60, a jej pierwszym i jedynym hitem jest „Liar, Liar”. Członkami zespołu byli James Donna (keybord), Robert Folschow i Dick Boby (gitary), Rob Hensley (gitara basowa) i Dennis Craswell (bębny). Ich utwór występował w wielu filmach, m.in. w Good Morning, Vietnam i Lock, Stock and Two Smoking Barrels. W latach 80 Folschow i Crawell założyli własny zespół w Pismo Beach, kontynuując tradycję zespołu z lat 60. 
Rob Hensley zmarł w roku 2005, lecz zespół nie rozpadł się. Gra do dziś i posiada własną stronę internetową. 